# Перший Білий дім Конфедерації, США
Перший Білий дім Конфедерації (англ. White House of the Confederacy) був резиденцією президента Конфедеративних Штатів Америки Джефферсона Девіса та його сім’ї. Будинок побудований в 1835 році, обставлений оригінальними старовинними предметами, відкритий для туристів. Споруда розташована в Монтгомері, штат Алабама.

## Макет
Білий дім Конфедерації представляв собою великий двоповерховий дерев'яний каркасний будинок, пофарбований у білий та зелений кольори. Основна частина будинку мала одноповерхове крило. Споруда побудована на фундаменті із цегляних стовпців та має карниз з кронштейнами, що опоясує вальмовий дах. Карниз унікальний тим, що має вентиляційну систему, прикрашену зображенням фригійського ковпака. Такий же карниз був на задньому одноповерховому крилі, але з квітковим орнаментом. У центрі фасаду будинку був портик із канелюрами та балясинами. Центральний вхід оздоблений двома пілястрами, над дверима розташований архітрав. Центральні сходи мали вихід до подвійної вітальні, двох спалень і заднього коридору. Вітальні мали прості дерев’яні дверні прорізи і з’єднувалися розсувними дверима. Спальні мали подібний вигляд, а коридор закінчувався аркою. Задній хол, який перетинався з головним коридором, мав вихід на бічний ганок, а бічний ганок з’єднувався з їдальнею.  На другому поверсі було чотири спальні та дитяча кімната.

## Історія
Білий дім Конфедерації був побудований в 1835 році купцем Вільямом Сейром. Після нього будинком володів полковник Дж. Г. Вінтер. Після реконструкції Вінтер перепродав споруду полковнику Едмонду Гарісону. В лютому 1861 році Тимчасовий конгрес Конфедеративних штатів вирішив орендувати особняк для керівництва. В період президентства Джефферсона Девіса в будинку влаштовувалися вечірки та прийоми. Після перенесення столиці Конфедеративних Штатів Америки з Монтгомері на Ричмонд, сім’я президента звільнила будинок, який потім неодноразово перепродавався. В період реконструкції Півдня, дім використовувався як військова штаб-квартира. Існувала загроза знесення будинку, тому в 1896 році було прийнято рішення про створення Музею Конфедерації.
У 1974 році будинок внесений до Національного реєстру історичних місць США, у 2012 році — до реєстру пам'яток та спадщини Алабами.

### Сьогодення
Білий дім Конфедерації залишається відкритим для щоденних екскурсій. У ньому міститься безліч особистих речей президента, а також унікальні старовинні меблі та інші предмети інтер'єру.

## Примітка
1. ↑  Національний реєстр історичних місць США — 1966.
2. ↑  National Archives Catalog
3. ↑  First White House of the Confederacy. Encyclopedia of Alabama (англ.). Процитовано 18 червня 2022.
4. 1 2  NATIONAL REGISTER OF HISTORIC PLACES INVENTORY - NOMINATION FORM.
5. ↑  First White House of the Confederacy Historical Marker. www.hmdb.org (англ.). Процитовано 18 червня 2022.
6. ↑  Press, The Associated (2 травня 2017). Does Confederate White House 'whitewash' slavery?. al (англ.). Процитовано 18 червня 2022.